# Републикански път III-5006
Републикански път IIІ-5006 е третокласен път, част от Републиканската пътна мрежа на България, преминаващ изцяло по територията на област Габрово, Община Габрово. Дължината му е 19,5 km.
Пътят се отклонява надясно при 149,7 km на Републикански път I-5 в южната част на град Габрово и се насочва на юг-югозапад по долината на река Паничарка (ляв приток на Янтра), като постепенно се изкачва по северния склон на Шипченска планина. Минава последователно през югозападните квартали на град Габрово – „Дядо Дянко“ и „Хаджицонев мост“ и селата Стоманеците и Зелено дърво и завършва в местността Узана и хижа „Узана“, недалеч от географския център на България.
| Пътища, отклоняващи се надясно (населено място, № на пътя, посока на пътя) | km   | Пътища, отклоняващи се наляво (посока на пътя, № на пътя, населено място) |
| -------------------------------------------------------------------------- | ---- | ------------------------------------------------------------------------- |
| Община Габрово, I-5, 149,7 km, гр. Габрово →                               | 0,0  | → гр. Габрово, 149,7 km, I-5, Община Габрово                              |
| (за с. Чукилите) общински път, гр. Габрово, кв „Дядо Дянко“ ←              | 2,9  | кв. „Дядо Дянко“, гр. Габрово                                             |
| (за с. Руйчовци) общински път, гр. Габрово, кв „Хаджицонев мост“ ←         | 4,4  | кв. „Хаджицонев мост“, гр. Габрово                                        |
| (за селата Баевци и Малуша) общински път ←                                 | 5,1  |                                                                           |
|                                                                            | 6    | → общински път (за кв. „Радецки“ на гр. Габрово)                          |
| с. Стоманеците                                                             | 7,5  | с. Стоманеците                                                            |
| с. Зелено дърво                                                            | 10,2 | с. Зелено дърво                                                           |
| мест. Узана                                                                | 19,5 | мест. Узана                                                               |